# A 74-a ediție a Premiilor Globul de Aur
A 74-a ediție a Premiilor Globul de Aur a avut loc la 8 ianuarie 2017 la The Beverly Hilton din Beverly Hills, California pe canalul NBC. S-au acordat premii pentru cele mai bune filme din 2016 și cele mai bune emisiuni americane de televiziune din 2016.

## Câștigători și nominalizări

### Cinema
| Cel mai bun film | Cel mai bun film |
| Dramă | Muzical sau Comedie |
| --- | --- |
| - Moonlight - Hacksaw Ridge - Hell or High Water - Lion - Manchester by the Sea | - La La Land - 20th Century Women - Deadpool - Florence Foster Jenkins - Sing Street |
| Cea mai bună interpretare (dramă) | |
| Actor | Actriță |
| - Casey Affleck – Manchester by the Sea ca Lee Chandler - Joel Edgerton – Loving ca Richard Loving - Andrew Garfield – Hacksaw Ridge ca Desmond T. Doss - Viggo Mortensen – Captain Fantastic ca Ben Cash - Denzel Washington – Fences ca Troy Maxson | - Isabelle Huppert – Elle ca Michèle Leblanc - Amy Adams – Arrival ca Dr. Louise Banks - Jessica Chastain – Miss Sloane ca Elizabeth Sloane - Ruth Negga – Loving ca Mildred Loving - Natalie Portman – Jackie ca Jackie Kennedy |
| Cea mai bună interpretare (muzical/comedie) | |
| Actor | Actriță |
| - Ryan Gosling – La La Land ca Sebastian Wilder - Colin Farrell – The Lobster - David - Hugh Grant – Florence Foster Jenkins - St. Clair Bayfield - Jonah Hill – War Dogs - Efraim Diveroli - Ryan Reynolds – Deadpool - Wade Wilson/Deadpool         | - Emma Stone – La La Land ca Mia Dolan - Annette Bening – 20th Century Women - Dorothea Fields - Lily Collins – Rules Don't Apply - Marla Mabrey - Hailee Steinfeld – The Edge of Seventeen - Nadine Franklin - Meryl Streep – Florence Foster Jenkins - Florence Foster Jenkins                                                                      |
| Cea mai bună interpretare în rol secundar | |
| Actor în rol secundar | Actriță în rol secundar |
| - Aaron Taylor-Johnson – Nocturnal Animals ca Ray Marcus - Mahershala Ali – Moonlight - Juan - Jeff Bridges – Hell or High Water - Marcus Hamilton - Simon Helberg – Florence Foster Jenkins - Cosmé McMoon - Dev Patel – Lion - Saroo Brierley       | - Viola Davis – Fences ca Rose Maxson - Naomie Harris – Moonlight - Paula - Nicole Kidman – Lion - Sue Brierley - Octavia Spencer – Hidden Figures - Dorothy Vaughan - Michelle Williams – Manchester by the Sea - Randi |
| Altele | |
| Cel mai bun regizor | Cel mai bun scenariu |
| - Damien Chazelle – La La Land - Tom Ford – Nocturnal Animals - Mel Gibson – Hacksaw Ridge - Barry Jenkins – Moonlight - Kenneth Lonergan – Manchester by the Sea                                                                                     | - Damien Chazelle – La La Land - Tom Ford – Nocturnal Animals - Barry Jenkins – Moonlight - Kenneth Lonergan – Manchester by the Sea - Taylor Sheridan – Hell or High Water |
| Cea mai bună coloană sonoră | Cea mai bună melodie originală |
| - Justin Hurwitz – La La Land - Nicholas Britell – Moonlight - Jóhann Jóhannsson – Arrival - Dustin O'Halloran & Hauschka – Lion - Hans Zimmer, Pharrell Williams & Benjamin Wallfisch – Hidden Figures                                               | - "City of Stars" (Justin Hurwitz, Pasek & Paul) – La La Land - "Can't Stop the Feeling!" (Max Martin, Shellback & Justin Timberlake) – Trolls - "Faith" (Ryan Tedder, Stevie Wonder & Francis Farewell Starlite) – Sing - "Gold" (Stephen Gaghan, Danger Mouse, Daniel Pemberton & Iggy Pop) – Gold - "How Far I'll Go" (Lin-Manuel Miranda) – Moana |
| Cel mai bun film de animație | Cel mai bun film străin |
| - Zootopia - Kubo and the Two Strings - Moana - My Life as a Courgette - Sing | - Elle (Franța) - Divines (Franța) - Neruda (Chile) - The Salesman (Iran/Franța) - Toni Erdmann (Germania) |

### Filme cu mai multe nominalizări
| Nominalizări | Filme                   |
| ------------ | ----------------------- |
| 7            | La La Land              |
| 6            | Moonlight               |
| 5            | Manchester by the Sea   |
| 4            | Florence Foster Jenkins |
| 4            | Lion                    |
| 3            | Hacksaw Ridge           |
| 3            | Hell or High Water      |
| 3            | Nocturnal Animals       |
| 2            | 20th Century Women      |
| 2            | Arrival                 |
| 2            | Deadpool                |
| 2            | Elle                    |
| 2            | Fences                  |
| 2            | Hidden Figures          |
| 2            | Loving                  |
| 2            | Moana                   |
| 2            | Sing                    |

### Filme care au câștigat mai multe premii
| Premii | Filme      |
| ------ | ---------- |
| 7      | La La Land |
| 2      | Elle       |

### Televiziune
| Cel mai bun serial TV | Cel mai bun serial TV |
| Dramă | Muzical/comedie |
| --- | --- |
| - The Crown - Game of Thrones - Stranger Things - This Is Us - Westworld | - Atlanta - Black-ish - Mozart in the Jungle - Transparent - Veep |
| Cea mai bună interpretare într-un serial TV – Dramă | |
| Actor | Actriță |
| - Billy Bob Thornton – Goliath ca Billy McBride - Rami Malek – Mr. Robot ca Elliot Alderson - Bob Odenkirk – Better Call Saul ca James Morgan "Jimmy" McGill - Matthew Rhys – The Americans ca Philip Jennings - Liev Schreiber – Ray Donovan ca Raymond "Ray" Donovan                                                                                      | - Claire Foy – The Crown ca Queen Elizabeth II - Caitriona Balfe – Outlander ca Claire Beauchamp Randall/Fraser - Keri Russell – The Americans ca Elizabeth Jennings - Winona Ryder – Stranger Things ca Joyce Byers - Evan Rachel Wood – Westworld ca Dolores Abernathy                                                                  |
| Cea mai bună interpretare într-un serial TV – Comedie/muzical | |
| Actor | Actriță |
| - Donald Glover – Atlanta ca Earnest "Earn" Marks - Anthony Anderson – Black-ish ca Andre "Dre" Johnson Sr. - Gael García Bernal – Mozart in the Jungle ca Rodrigo De Souza - Nick Nolte – Graves ca Richard Graves - Jeffrey Tambor – Transparent ca Maura Pfefferman                                                                                      | - Tracee Ellis Ross – Black-ish ca Dr. Rainbow "Bow" Johnson - Rachel Bloom – Crazy Ex-Girlfriend ca Rebecca Nora Bunch - Julia Louis-Dreyfus – Veep ca Selina Meyer - Sarah Jessica Parker – Divorce ca Frances Dufresne - Issa Rae – Insecure ca Issa Dee - Gina Rodriguez – Jane the Virgin ca Jane Gloriana Villanueva                |
| Cea mai bună interpretare într-o miniserie sau film de televiziune | |
| Actor | Actriță |
| - Tom Hiddleston – The Night Manager ca Jonathan Pine - Riz Ahmed – The Night Of ca Nasir "Naz" Khan - Bryan Cranston – All the Way ca President Lyndon B. Johnson - John Turturro – The Night Of ca John Stone - Courtney B. Vance – The People v. O. J. Simpson: American Crime Story ca Johnnie Cochran                                                  | - Sarah Paulson – The People v. O. J. Simpson: American Crime Story ca Marcia Clark - Felicity Huffman – American Crime ca Leslie Graham - Riley Keough – The Girlfriend Experience ca Christine Reade/"Chelsea Rayne"/"Amanda Hayes" - Charlotte Rampling – London Spy ca Frances Turner - Kerry Washington – Confirmation ca Anita Hill |
| Cea mai bună interpretare în rol secundar într-o miniserie sau film de televiziune | |
| Actor în rol secundar | Actriță în rol secundar |
| - Hugh Laurie – The Night Manager ca Richard Onslow Roper - Sterling K. Brown – The People v. O. J. Simpson: American Crime Story ca Christopher Darden - John Lithgow – The Crown ca Winston Churchill - Christian Slater – Mr. Robot ca Mr. Robot / Edward Alderson - John Travolta – The People v. O. J. Simpson: American Crime Story ca Robert Shapiro | - Olivia Colman – The Night Manager ca Angela Burr - Lena Headey – Game of Thrones ca Cersei Lannister - Chrissy Metz – This Is Us ca Kate Pearson - Mandy Moore – This Is Us ca Rebecca Pearson - Thandie Newton – Westworld ca Maeve Millay                                                                                             |
| Cea mai bună miniserie sau film TV | |
| - The People v. O. J. Simpson: American Crime Story - American Crime - The Dresser - The Night Manager - The Night Of | |

### Seriale TV cu mai multe nominalizări
| Nominalizări | Serial                                            |
| ------------ | ------------------------------------------------- |
| 5            | The People v. O. J. Simpson: American Crime Story |
| 4            | The Night Manager                                 |
| 3            | Black-ish                                         |
| 3            | The Crown                                         |
| 3            | The Night Of                                      |
| 3            | This Is Us                                        |
| 3            | Westworld                                         |
| 2            | American Crime                                    |
| 2            | Atlanta                                           |
| 2            | Game of Thrones                                   |
| 2            | Mozart in the Jungle                              |
| 2            | Mr. Robot                                         |
| 2            | Stranger Things                                   |
| 2            | The Americans                                     |
| 2            | Transparent                                       |
| 2            | Veep                                              |

### Seriale TV cu mai multe premii
| Premii | Serial                                            |
| ------ | ------------------------------------------------- |
| 3      | The Night Manager                                 |
| 2      | Atlanta                                           |
| 2      | The Crown                                         |
| 2      | The People v. O. J. Simpson: American Crime Story |

## Prezentatori
- Ben Affleck, Sienna Miller și Zoe Saldana
- Casey Affleck
- Drew Barrymore și  Timothy Olyphant
- Kristen Bell și Cuba Gooding Jr.
- Annette Bening
- Matt Bomer  și  Naomi Campbell
- Pierce Brosnan  și Kristen Wiig
- Jessica Chastain și Eddie Redmayne
- Priyanka Chopra și Jeffrey Dean Morgan
- Matt Damon
- Viola Davis
- Laura Dern și Jon Hamm
- Leonardo DiCaprio
- Gal Gadot și Chris Hemsworth
- Hugh Grant
- Jake Gyllenhaal
- Goldie Hawn și Amy Schumer
- Felicity Jones și Diego Luna
- Michael Keaton
- Anna Kendrick și Justin Theroux
- Nicole Kidman și Reese Witherspoon
- Brie Larson
- John Legend
- Mandy Moore și Milo Ventimiglia
- Dev Patel
- Chris Pine
- Brad Pitt
- Ryan Reynolds  și  Emma Stone
- Sylvester Stallone și  Carl Weathers
- Sting și Carrie Underwood
- Vince Vaughn
- Sofía Vergara

## In Memoriam
- Pat Harrington, Jr.
- David Bowie
- Alan Rickman
- George Kennedy
- Larry Drake
- Ken Howard
- Garry Shandling
- Earl Hamner Jr.
- Patty Duke
- Ronit Elkabetz
- Prince
- Muhammad Ali
- Christina Grimmie
- Theresa Saldana
- Peter Shaffer
- Anton Yelchin
- Michael Cimino
- Abbas Kiarostami
- Hector Babenco
- Garry Marshall
- Fyvush Finkel
- Arthur Hiller
- Gene Wilder
- Hugh O'Brian
- Curtis Hanson
- Robert Vaughn
- Alan Thicke
- Zsa Zsa Gabor
- George Michael
- Carrie Fisher
- Debbie Reynolds